# Chalino Sánchez
Rosalino Sánchez Félix, ismertebb nevén Chalino Sánchez (Sinaloa, 1960. augusztus 30. – Culiacán, 1992. május 16.) mexikói énekes, a narcocorrido műfaj képviselője, egyik úttörője volt. 31 évesen gyilkosság áldozatává vált.

## Élete
Szegény, nyolcgyermekes családban született negyedik gyermekként Sinaloa államban a Guayabo nevű ranchón, majd a Las Flechas ranchóban nevelkedett. Amikor hat vagy hét éves volt, apja meghalt, így a család még nehezebb körülmények közé került. 12 éves volt, amikor egyik nővérét, Juanát egy férfi elrabolta és arra kényszerítette, hogy vele éljen. Öt évvel később El Vizcaínóban Chalino agyonlőtte a nőrabló egyik társát, Héctor „El Chapo” Pérezt, aki korábban sokat beszélt neki a rablásról, és Juanáról sértő dolgokat állított (nem jó az ágyban, főzni sem tud). A gyilkosság miatt elmenekült Sinaloából, és egyik testvére, Armando, aki Las Tapiasban szintén megölt egy embert, csatlakozott hozzá.
1977-ben vagy 1978-ban egy embercsempész segítségével illegálisan átlépte Alsó-Kalifornia határát, és az Amerikai Egyesült Államok területére lépett, majd Inglewoodban telepedett le. Amerikában többek között a coachellai földeken dolgozott, autókat mosott és egy olasz étterem tulajdonosának sofőrje volt.
1984-ban Armando testvérét, akivel együtt tevékenykedtek embercsempészként, holtan találták egy szállodában, minden bizonnyal az évekkel ezelőtti, Armando által elkövetett gyilkosságot bosszulta meg valaki. Valószínűleg ez az esemény is nagyban ösztönözte arra, hogy gyilkosságokról és a kábítószer-kereskedelemről énekeljen. Több, kisebb bűncselekményért azonban néhány hónapra börtönbe zárták Tijuana városában. Szabadulása után visszatért Los Angelesbe, ahol kevés meghívott körében, egyszerű körülmények között összeházasodott egy különböző információk szerint Mexicaliból vagy Jaliscóból származó, Marisela Vallejo Bolaños nevű nővel. A házasságból két gyermek született: Adán Santos és Cynthia (az anya Adánnal már az esküvő idején várandós volt).
Hamarosan felkereste őt egy Ángel Parra nevű ember, aki felfigyelt zenei tehetségére, és meghívta, hogy a Sán Ángel nevű stúdiójában rögzítsék kazettára első demóját a Los Cuatro de la Frontera nevű norteño-zenekarral. 1989-re Kalifornia térségében igen nagy népszerűségre tett szert a mexikói bevándorlók körében: egymást érték a fellépési meghívásai. Fizetségül volt, hogy pénzt kapott, de volt, hogy ruhát, vagy akár fegyvert is. Felesége elmondása szerint az ihletet soha sem más együttesek corridóiból merítete, kottát sem tudott olvasni.
Több együttessel is együttműködött, de alapított egy saját csapatot is Los Amables del Norte néven. Több lemezkiadóval, például a Linda Discosszal és a Cintas Acuarióval is kapcsolatban állt, számait rádiók is játszották. Stílusát (különleges csizmák, saco norteño ruha, aranygyűrűk és -láncok, ) Los Angelesben egyre több fiatal mexikói kezdte utánozni.

## Halála
1992. május 15-én a culiacáni Salón Bugambiliasban koncertezett a Los Amablesszel, és előadás közben kapott egy kis írott üzenetet, amely halálos fenyegetést tartalmazott. A koncert után tájékoztatta erről társait, és azt mondta nekik, hogy az éjszakát külön fogja tölteni. Amikor autójával a Cuauhtémoc-emlékmű közelében haladt Culiacán egyik belvárosi utcáján, rendőrnek öltözött fegyveres személyek egy csoportja feltartóztatta. Kiszállásra kényszerítették, majd egy Ram Chargerrel a város északi része felé szállították. Következő reggel 6 óra körül holtan találták, fejében két lövéssel, kínzás nyomaival a testén, szinte felismerhetetlenné összeverve. A gyilkosság részletei a mai napig ismeretlenek.